# Oligodon modestum
Oligodon modestum är en ormart som beskrevs av Günther 1864. Oligodon modestum ingår i släktet Oligodon och familjen snokar. Inga underarter finns listade i Catalogue of Life.
Denna orm förekommer i Filippinerna på öarna Mindanao, Negros, Tablas, Panay och Cebu. Arten lever i låglandet och i kulliga områden upp till 800 meter över havet. Habitatet utgörs av skogar. Individerna gräver i lövskiktet och i det översta jordlagret. De har grodor som föda. Honor lägger antagligen ägg.
Beståndet hotas av skogarnas omvandling till jordbruksmark och av gruvdrift. IUCN kategoriserar arten globalt som sårbar.